# Viktor Larsson i Halmstad
Ivar Viktor Kasimir Larsson (i riksdagen kallad Larsson i Halmstad), född 5 maj 1863 i Veinge, död 27 september 1908 i Halmstad, var en svensk publicist och politiker (liberal).
Viktor Larsson, som kom från en lärarfamilj, var medarbetare i Hallandsposten från 1885 och blev 1897 tidningens redaktör och 1902 dess ansvarige utgivare. Han var även riksdagsledamot i andra kammaren för Halmstads valkrets år 1902 och tillhörde då Liberala samlingspartiet. 
På Västra kyrkogården i Halmstad finns en sten med inskriptionen:  Viktor Larsson 1863 – 1908. Arbetare och övriga vänner av hans penna reste vården
Efter hans död utgavs hans skrifter i fyra delar 1910–1911 i urval av Zeth Höglund.